# Mazaceae
Classification APG II (2003)
Classification APG III (2009)
Classification APG IV (2016)
Famille
Les Mazaceae (ou Mazacées) sont une famille de plantes à fleurs de l'ordre des Lamiales. La famille a été décrite par James L. Reveal en 2011. 

## Étymologie
Le nom vient du genre Mazus, dérivé du grec μαζοσ / mazos, mamelle, en référence aux papilles mamelonnées qui obstruent l'entrée de la corolle.

## Classification
Les genres de cette famille étaient jusqu'à récemment inclus dans les Phrymaceae et dans les classifications plus anciennes, ils étaient placés dans Scrophulariaceae.

## Liste des genres
Selon BioLib (13 mai 2021) :
- Dodartia L.
- Lancea (en) Hook.f. & Thomson
- Mazus Lour.

Selon NCBI (13 mai 2021) :
- Mazus Lour., 1790
- Puchiumazus Bo Li, D.G.Zhang & C.L.Xiang, 2021

Selon Tropicos (13 mai 2021) (Attention liste brute contenant possiblement des synonymes) :
- Mazus Lour.
- Puchiumazus Bo Li, D.G. Zhang & C.L. Xiang